# Ultragłębokie Pole Hubble’a

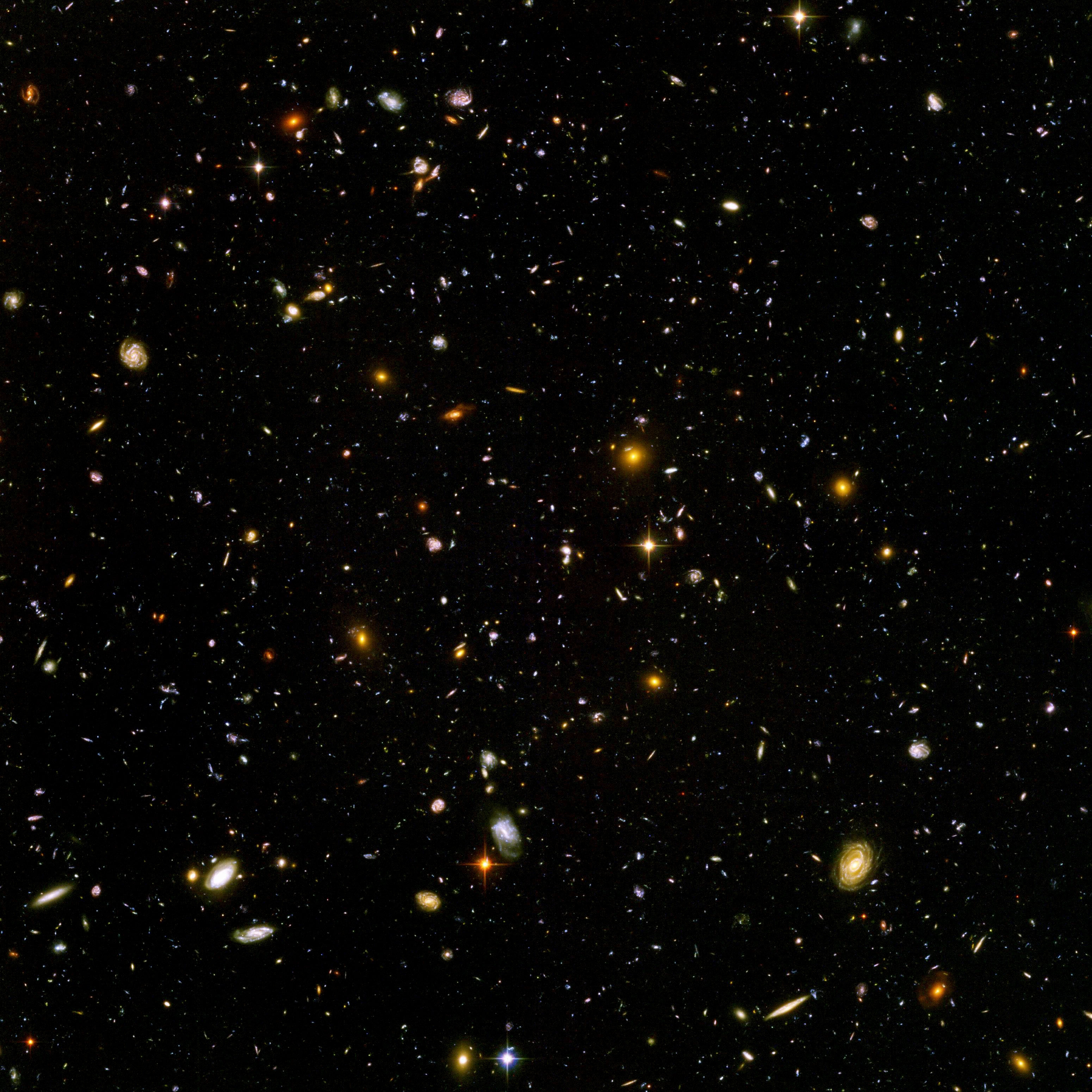
Obraz „pola” zawiera galaktyki w różnym wieku, rozmiarze, kształtach i kolorach. Najmniejsze i najczerwieńsze galaktyki, około 100, są najbardziej odległymi galaktykami, jakie kiedykolwiek sfotografowano. Światło zostało z nich wysłane, gdy Wszechświat miał 800 milionów lat.

Ultragłębokie Pole Hubble’a (ang. Hubble Ultra Deep Field, w skrócie HUDF) – obraz niewielkiego obszaru nieba w gwiazdozbiorze Pieca.
Zdjęcie to powstało dzięki serii 800 obserwacji Kosmicznym Teleskopem Hubble’a, w ciągu których okrążył on Ziemię 400 razy w okresie od 24 września 2003 do 16 stycznia 2004. Całkowity czas obserwacji wyniósł 11,3 dnia za pomocą ACS i 4,5 dnia dla NICMOS (w zakresie podczerwieni).
Sfotografowany obszar ma rozmiary kątowe 3′ i współrzędne: rektascensja 3h32m40,0s, deklinacja -27°47′29″ (J2000).
Do momentu opublikowania Ekstremalnie Głębokiego Pola Hubble’a było to najdalej sięgające zdjęcie astronomiczne, jakie wykonano w świetle widzialnym. Ultragłębokie Pole Hubble’a pokazuje Wszechświat sprzed 13 miliardów lat. Zawiera obraz około 10 000 galaktyk.